# Gura Idrici, Vaslui
Gura Idrici este un sat în comuna Roșiești din județul Vaslui, Moldova, România.
 Acest articol despre o localitate din județul Vaslui este deocamdată un ciot. Puteți ajuta Wikipedia prin completarea lui.